# Јосиф (Тимиш)
Јосиф (рум. Iosif) насеље је у Румунији у округу Тимиш у општини Лиеблинг. Oпштина се налази на надморској висини од 85 m.

## Становништво
Према подацима из 2002. године у насељу је живело 340 становника.

### Попис2002.
| Расподела становништва по националности 2002.‍ | Расподела становништва по националности 2002.‍ | Расподела становништва по националности 2002.‍ | Расподела становништва по националности 2002.‍ | Расподела становништва по националности 2002.‍ |
| --------------------------------------------- | --------------------------------------------- | --------------------------------------------- | --------------------------------------------- | --------------------------------------------- |
|                                               |                                               |                                               |                                               |                                               |
| Румуни                                        | Румуни                                        |                                               | 214                                           | 63,1%                                         |
| Мађари                                        | Мађари                                        |                                               | 109                                           | 32,2%                                         |
| Роми                                          | Роми                                          |                                               | 16                                            | 4,7%                                          |